# 布莱奇利
布莱奇利（英語：Bletchley）是英國米爾頓凱恩斯的組成市鎮之一，位於白金漢郡。它是米爾頓凱恩斯的郊區都市，位於米爾頓凱恩斯的西南郊。市內有不少商業設施。